# Midnight Club II
Midnight Club II (укр. «Опівнічний клуб 2»)  — відеогра в жанрі аркадних авто- та мотогонок, розроблена студією Rockstar San Diego та видана компанією Rockstar Games для гральних консолей PlayStation 2, Xbox і для персональних комп'ютерів під керуванням Microsoft Windows у 2003 році. 4 січня 2008 року Midnight Club II була перевидана у сервісі Steam. З березня 2013, гра була доступна в розділі «PS2 Classics» сервісу PlayStation Network для консолі PlayStation 3. Midnight Club II є продовженням Midnight Club: Street Racing та другою грою серії Midnight Club.
Як і в попередника, в Midnight Club II присутні два режими - «Аркада», в якому гравець може вільно брати участь у перегонах в поодинокому або багатокористувацьких варіантах, попередньо налаштувавши умови змагань, і «Кар'єра», в якому представлена сюжетна лінія, де головний герой бере участь у нелегальних заїздах, прагнучи отримати статус найкращого вуличного перегонника. Дія гри відбувається в трьох реальних містах світу - Лос-Анджелесі, Парижі та Токіо, за якими надано свободу пересування. У міру проходження гри стають доступними нові автомобілі та мотоцикли, які дістаються гравцеві від переможених суперників. Для кожного транспортного засобу характерні його особливі здібності, які допомагають гравцеві у проходженні гонок .
Midnight Club II була анонсована у 2002 році. Завдяки успіху Midnight Club: Street Racing на PlayStation 2 команда розробників Angel Studios вирішила створити сиквел, включивши в нього різні нововведення, наприклад, онлайн-гру. Midnight Club II одержала позитивні відгуки від ігрової преси. Більшість журналістів хвалили опрацьовані міста, різноманітність режимів і багатокористувацьку онлайн-гру, але піддавали критиці рівень складності та графіку. У 2005 році було видано продовження – Midnight Club 3: DUB Edition.

## Ігровий процес
Midnight Club II являє собою аркадну перегонну гру, виконану в тривимірній графіці. Як і попередник, Midnight Club: Street Racing, сиквел зосереджується на вуличних перегонах. По містах гри - Лос-Анджелесі, Парижі й Токіо - надана свобода пересування. Є зміна часу доби (ніч, ранок, сутінки) та погодних умов (ясно, дощ, туман). Дорогами роз'їжджають машини, а тротуарами йдуть пішоходи, яких можна збити; вулиці та дорожня обстановка індивідуальні кожному за містом.
Основним режимом у грі є «Кар'єра» (англ. Career), у якому головному герою, керованому гравцем, слід пробитися в лідери серед вуличних перегонників із команди «Midnight Club». У цьому режимі містами роз'їжджають вуличні перегонники, кожного з яких можна викликати на перегону. Для цього гравцеві необхідно моргнути одному з них фарами, після чого їхати за ним на місце початку першого заїзду серії змагань, не віддаляючись на велику відстань.. Крім гравця та основного, викликаного на змагання суперника, змагатися одночасно можуть ще інші учасники, а в деяких випадках гравець проїжджає маршрут поодинці. У гоночних заїздах необхідно проїжджати контрольні точки в певній послідовності, але у деяких перегонах гравець вільний проїжджати в будь-якому порядку. У тому чи іншому випадку для того, щоб перемогти, потрібно проїхати раніше за суперників усі контрольні точки, остання з яких завжди є фінішем. Деякі заїзди мають на увазі проходження за обмежений час, який збільшується під час проїзду контрольних точок. У більшості заїздів присутня поліція, і якщо машина гравця або його суперника проїде повз поліцію, то вона починає переслідування із включеною сиреною та проблисковими маячками. Поліція, крім іншого, може викликати на допомогу додаткові автомобілі, вибудовувати їх загородження, і навіть використовувати гелікоптер з прожектором для полегшення виявлення порушників. Крім того, в деяких завданнях потрібно разом із суперником спочатку втекти від поліції та лише після цього доїхати до фінішу, або навпаки, зупинити суперників шляхом зіткнення з ними, керуючи поліцейською машиною. Якщо гравець переможе у всіх перегонах та завданнях серії, то отримає транспортний засіб поваленого суперника, а в деяких випадках новий транспортний засіб можна отримати після часткового проходження серії змагань.
У режимі «Аркада» (англ. Arcade) гравець може знову брати участь у пройдених перегонах, налаштовуючи їх умови (наприклад, інтенсивність дорожнього руху та кількість суперників), або просто вільно їздити містами. У цьому режимі для деяких типів гри передбачені підсилювачі: на дорогах міста, в якому проходить змагання, можуть бути капсули, що містять додаткові можливості, наприклад, «імпульс» (розкидає супротивників убік) або «щит» (захищає транспортний засіб). В «Аркаді» ще є кілька типів гри, недоступних у «Кар'єрі». У «Кругових» (англ. Circuit) перегонах потрібно проїхати кілька кіл за умовно замкнутим маршрутом і першим доїхати до фінішу; якщо перемогти у всіх гонках цього типу у кожному місті, то гравцеві стане доступним поліцейський автомобіль відповідного міста. Тип «Битва» (англ. Battle) має два окремі різновиди — «Захоплення прапора» (англ. Capture the Flag) і «Бомба» (англ. Detonate). У «Захопленні прапора» потрібно підібрати прапор і доставити його до фінішу, причому противники можуть відібрати прапор, врізавшись у транспортний засіб із прапором, а виграє той, хто доставить прапор до фінішу певну кількість разів, або той, хто доставить більше прапорів за певний ліміт часу. «Бомба» - битва за бомбу, яка, на відміну від прапора, не може переходити з машини на машину. Щоб противник не доставив її до фінішу, потрібно пошкодити його машину, причому нападники можуть дізнатися про кількість пошкоджень машини з бомбою по індикатору над нею. Гра закінчується, коли вийде час або один із гравців набере встановлений рахунок, тобто перемагає той, хто більше разів доставив бомбу до фінішу. У грі є редактор перегонів, що дозволяє створювати змагання з різними маршрутами та умовами. Багатокористувацька гра представлена режимами з технологією розділеного екрана та грою через локальну мережу або через інтернет до восьми гравців. Після будь-якого заїзду у грі можна переглянути його повтор.
У кожного автомобіля та мотоцикла у грі присутні різні технічні характеристики, наприклад, максимальна швидкість та кількість упорскування нітро. Для кожного з транспортних засобів також можна вибрати один із чотирьох кольорів. У міру проходження режиму «Кар'єра» для машин і мотоциклів відкриваються різні прийоми та здібності, наприклад, нітро, перерозподіл ваги або інші, що дозволяють значно полегшити проходження наступних складних перегон. Кожен транспортний засіб під час водіння має можливість використання клаксону. У поліцейських машин, крім іншого, можна будь-якої миті включити або вимкнути проблискові маячки та СГУ. При зіткненнях автомобілі та мотоцикли зазнають пошкоджень, тяжкість яких вказується на відповідному індикаторі. Якщо всі осередки пошкоджень на індикаторі заповняться, то транспортний засіб зупиниться або вибухне. і за кілька секунд відновить свій початковий стан; при зіткненні з бензоколонкою на автозаправній станції автомобілі та мотоцикли відразу виходять з ладу. При падінні в досить глибоке водоймище гонка вважається програною, а вільна поїздка містом переривається (далі гравець може почати її заново або закінчити гру). Крім цього, якщо гравець виведе транспортний засіб з ладу під час погоні, він буде заарештований, через що заїзд доведеться починати заново. Якщо автомобіль перевернеться, то через кілька секунд він відновиться на колеса, але без усунення пошкоджень. На мотоциклах легше маневрувати та проїжджати серед щільного міського трафіку, проте вони менш стійкі до зіткнень: при сильному ударі персонаж злітає з мотоцикла і лише за кілька секунд знову опиняється на ньому.

## Персонажі
Під час проходження режиму «Кар'єра» гравцеві доведеться зіткнутися з різними гонщиками з команди «Midnight Club», кожен з яких має унікальний характер, коротку біографію та стиль водіння. Перед початком гонки і по її завершенню включається відеоролик, у якому персонаж, на фоні свого автомобіля, озвучує свої думки, та звертається до гравця.
Нижче наведено список персонажів та акторів, які їх озвучували.
| Персонаж                | Актор озвучки           |
| ----------------------- | ----------------------- |
| Енджел (англ. Angel)    | Адам Вайлі              |
| Гектор (англ. Hector)   | Армандо Ріеско          |
| Мозес (англ. Moses)     | Джордан Гелбер          |
| Джина (англ. Gina)      | Лейна Джульєт Вебер     |
| Стівен (англ. Steven)   | Ансел Річардсон         |
| Дієго (англ. Diego)     | Джон Доман              |
| Дайс (англ. Dice)       | Роберт Джексон          |
| Марія (англ. Maria)     | Мелісса Деланей ДеВалле |
| Прімо (англ. Primo)     | Стеліо Саванте          |
| Блог (англ. Blog)       | Річі Костер             |
| Джевел (англ. Jewel)    | Соледад Пертьєр         |
| Джулія (англ. Julie)    | Малая Рівера Дрю        |
| Ян (англ. Ian)          | Марк Грей               |
| Фарід (англ. Farid)     | Хантер Платін           |
| Овен (англ. Owen)       | Доминік Хокслі          |
| Парфайт (англ. Parfait) | Сабріна Будо            |
| Стефан (англ. Stephane) | Марк Форгет             |
| Ріккі (англ. Ricky)     | Эндрю Пэнг              |
| Шинг (англ. Shing)      | Берч Ван                |
| Нікко (англ. Nikko)     | Чарлі Чів               |
| Зен (англ. Zen)         | Ясу Судзукі             |
| Кенічі (англ. Kenichi)  | Йоші Амао               |
| Хейлі (англ. Haley)     | Аліса Дін               |
| Ічіро (англ. Ichiro)    | Ясу Судзуки             |
| Макото (англ. Makoto)   | Кен Кэнсей              |
| Саво (англ. Savo)       | Віталій Баганов         |
| Примітки: 1. 2.         |                         |

## Розробка та реліз
Після успіху Midnight Club: Street Racing для ігрової приставки PlayStation 2 команда розробників Angel Studios у 2002 році взялася за розробку сиквела для тієї ж платформи. У листопаді того ж року студія була придбана видавцем гри, компанією Rockstar Games, і була перейменована на Rockstar San Diego. У ході розробки проєкт зберіг основні риси попередника - вуличні перегони та поліцейські погоні у реальних містах, але при цьому були внесені зміни до збережених елементів та додані нововведення. Так, на відміну від попередньої частини, Midnight Club II прибрали приховані об'єкти колекціонування в містах, що відкривають доступ до нових автомобілів, але з'явився новий вид транспорту — мотоцикл (таким чином, Midnight Club II стала першою грою, у якій в гонках одночасно використовуються і автомобілі і мотоцикли), а також різні спеціальні можливості для транспортних засобів, наприклад «швидкий старт» і «їзда на двох колесах». Крім того, у продовженні з'явилися повнофункціональна онлайн-гра, що підтримує до восьми осіб, нові режими, а також редактор, що дозволяє створювати власні гоночні змагання.
Анонс гри відбувся 16 травня 2002. У той день стало відомо про деякі особливості проєкту та його сюжету, а також про місця дії - міста Лос-Анджелес, Париж і Токіо. Було сказано, що по містах так само, як і в попереднику, буде надано повну свободу пересування, завдяки чому можна, наприклад, зрізати шлях під час гонки і швидше дістатися контрольної точки. Як і Midnight Club: Street Racing, сиквел розроблений на рушії Angel Game Engine (AGE), проте творці значно розширили можливості та вдосконалили його, завдяки чому змогли досягти більш високої якості графіки та візуальних ефектів, а в моделях кожного з автомобілів використано близько п'яти тисяч полігонів і більш реалістичні ушкодження при зіткненнях, з відлітаючими деталями. У листопаді 2002 року було підтверджено версії для платформ компанії Microsoft — консолі Xbox та персональних комп'ютерів (ПК) під керуванням Windows (таким чином, Midnight Club II згодом стала єдиною частиною серії, що вийшла для персональних комп'ютерів). У зв'язку з різним технічним оснащенням, версії для різних платформ мають між собою деякі відмінності як графіка, звук і функціонал, наприклад, портовані версії для Xbox і ПК відрізняються вищою кадровою частотою (приблизно до 60 кадрів в секунду), підтримкою широкоформатного співпідношення сторін і прогресивної розгортки, в порівнянні з оригінальною версією для PlayStation 2 (яка, крім іншого, працює з частотою кадрів приблизно до 30, і з меншими ефектами освітлення), а також на кожній з платформ використовується різна технологія відтворення багатоканального звуку (Dolby Pro Logic II і DTS Interactive - на PlayStation 2, Dolby Digital - на Xbox, і Dolby Surround - на ПК). Midnight Club II демонструвалася на виставці E3 2003.
Міста гри, за словами дизайнерів, що працювали над Midnight Club II, були відтворені так, щоб гравці в першу чергу могли отримати задоволення від дослідження різних ділянок і прихованих шляхів. Це було зроблено для того, щоб підвищити темп і швидкість проходження гонок, але при цьому була приділена увага достовірності, пам'яток та відомих вулиць, відтворених відповідно до реальних прототипів, наприклад Бульвар Санта-Моніка в Лос-Анджелесі та Ейфелева вежа в Парижі. Важливим завданням для розробників було відтворення реалістичних та різноманітних ефектів освітлення у кожному місті за різних часів доби та погоди. Транспортні засоби так само, як і в попереднику, не є ліцензованими моделями, однак розробники хотіли піднести гравцям такі автомобілі та мотоцикли, керування яких збалансоване між реалізмом та доступністю; самі автомобілі в грі були засновані на реальних прототипах моделей, створених спеціально для вуличних перегонів, і мають певні деталі (наприклад, гальма), які ліцензовані реальними виробниками запчастин, такими як AEM, Enkei Wheels, Inc. та іншими. Багатокористувацька онлайн-гра створювалася таким чином, щоб гравці отримали максимальну свободу дій у відкритому світі і безліч режимів.
|                                             | Протягом більше двох років ми працювали без зупинок, щоб Midnight Club II забезпечувала неперевершений досвід з точки зору відкритої, нелінійної гоночної дії та досить простої, найшвидшої гоночної гри, коли-небудь створеної. Завдяки розростаючому міському середовищу, більш ніж 30 транспортним засобам і захоплюючим онлайн-режимам, Midnight Club II налаштована на перевизначення гоночного жанру. Оригінальний текст (англ.) For over two years, we have worked non-stop to ensure that Midnight Club II delivers an experience unmatched in terms of open-ended, non-linear racing action and quite simply, the fastest racing game ever created. With sprawling urban environments, over 30 vehicles, and engaging, immersive online modes, Midnight Club II is set to redefine the racing genre. |
| — Ден Хаузер, віце-президент Rockstar Games | |

Спочатку Midnight Club II повинна була вийти 11 лютого 2003 на PlayStation 2 і навесні того ж року - на Xbox і для Windows, потім випуск був перенесений на березень (PlayStation 2) і квітень (Xbox і Windows), однак у кінцевому підсумку випуск відбувся 8 квітня 2003 в Північній Америці і 2 травня в Європі на PlayStation 2. Спочатку грі було присвоєно віковий рейтинг «M» (17+) від організації Entertainment Software Rating Board (ESRB) у Північній Америці через натуралістичні сцени графічного насильства (гравець може тиснути пішоходів), але пізніше він був знижений до «T» (13 +). Версія для Xbox вийшла 3 червня того ж року у Північній Америці та 20 червня у Європі, а для Windows – 1 липня у Північній Америці та 11 липня у Європі. З 4 січня 2008 року версія Midnight Club II для Windows була доступна в Steam. У травні 2012 року Rockstar Games влаштували безкоштовну роздачу цифрової копії Midnight Club II усім охочим гравцям у Steam. З березня 2013 року PS2-версія Midnight Club II була доступна на консолі PlayStation 3 для покупки у сервісі PlayStation Network у розділі «PS2 Classics».

## Саундтрек

Обкладинка музичного альбому Midnight Club II Soundtrack Sampler

У Midnight Club II використаний ліцензований саундтрек від різних виконавців та груп, таких як Alpinestars («Jump Jet»), Felix Da Housecat («Silverscreen (Shower Scene)» і «Sequel 2 Sub»), Тома Бангальтер («Extra Dry», «Outrun» и «Turbo») та інших. Різні композиції у грі звучать в залежності від того, з яким із гонщиків проходить змагання і в якому місті знаходиться гравець: у Лос-Анджелесі переважають музичні треки в жанрі хіп-хоп, у Парижі – електро, а в Токіо – транс. Для екранів меню використано окремі композиції. Змінювати треки можна під час їзди, вибираючи наступну чи попередню пісню. Версія гри для персональних комп'ютерів має підтримку користувацької музики.
На виставці E3 2003 відвідувачі отримували в подарунок компакт-диск з альбомом Midnight Club II Soundtrack Sampler, який включає шість музичних треків, частина з яких використана в грі.
| Midnight Club II Soundtrack Sampler | Midnight Club II Soundtrack Sampler | Midnight Club II Soundtrack Sampler | Midnight Club II Soundtrack Sampler |
| #                                   | Назва                               | Виконавець                          | Тривалість                          |
| ----------------------------------- | ----------------------------------- | ----------------------------------- | ----------------------------------- |
| 1.                                  | «Blue Owl»                          | Art of Trance                       | 6:33                                |
| 2.                                  | «Stealth»                           | Art of Trance                       | 5:19                                |
| 3.                                  | «Northern Lights»                   | Conscious                           | 6:15                                |
| 4.                                  | «Rococco»                           | Kansai                              | 5:57                                |
| 5.                                  | «Mosquito»                          | Art of Trance                       | 4:50                                |
| 6.                                  | «Madagascar»                        | Art of Trance                       | 6:10                                |
| 35:04                               |                                     |                                     |                                     |

## Відгуки
| Агрегатор    | Оцінка  | Оцінка  | Оцінка  |
| Агрегатор    | PC      | PS2     | XBOX    |
| ------------ | ------- | ------- | ------- |
| GameRankings | 84,88 % | 85,85 % | 87,45 % |
| Metacritic   | 81/100  | 85/100  | 86/100  |

| Видання                            | Оцінка | Оцінка  | Оцінка |
| Видання                            | PC     | PS2     | XBOX   |
| ---------------------------------- | ------ | ------- | ------ |
| 1Up.com                            |        | B+      | A      |
| AllGame                            | [ 47 ] | [ 48 ]  | [ 49 ] |
| Computer Gaming World              | 3,5/5  |         |        |
| Computer and Video Games           |        | 7/10    |        |
| Edge                               | 5/10   | 5/10    | 5/10   |
| Electronic Gaming Monthly          |        | 8,83/10 | 8,5/10 |
| Eurogamer                          |        | 9/10    | 8/10   |
| Game Informer                      |        | 9/10    | 9/10   |
| GamePro                            |        | [ 58 ]  | [ 59 ] |
| GameRevolution                     |        | B       |        |
| GameSpot                           | 7,2/10 | 7,3/10  | 7,9/10 |
| GameSpy                            | [ 5 ]  | [ 63 ]  | [ 64 ] |
| GameZone                           | 8,4/10 | 9/10    | 9,2/10 |
| IGN                                | 8,8/10 | 9,1/10  | 8,8/10 |
| Official U.S. PlayStation Magazine |        | 5/5     |        |
| Official Xbox Magazine (США)       |        |         | 9,3/10 |
| PALGN                              |        | 6/10    |        |
| PC Gamer (Велика Британія)         | 82/100 |         |        |
| PC Gamer (США)                     | 88/100 |         |        |
| Play                               |        | 4/5     |        |
| TeamXbox                           |        |         | 4,2/5  |
| Игромания                          | 7,5/10 |         |        |
| Страна игр                         | 8/10   | 8/10    | 8/10   |

Гра була позитивно сприйнята пресою. На агрегаторі Metacritic Midnight Club II має середню оцінку 86/100 у версії для Xbox, 85/100 для PlayStation 2 та 81/100 для ПК. Така ж статистика опублікована на GameRankings: 87,45 % для Xbox, 85,85 % для PlayStation 2 і 84,88 % для ПК. З переваг гри оглядачі відзначили динамічний геймплей, опрацьовані міста і багатокористувацький режим, але критикували високий рівень складності і слабо опрацьовану графіку.

### Геймплей та складність
Позитивно рецензенти оцінили геймплей. Критики часто порівнювали Midnight Club II з фільмом «Форсаж». Оглядач сайту Eurogamer Крістан Рід був під враженням від нелінійного підходу до проходження кожної гонки та великої кількості різноманітних можливостей транспортних засобів, таких як, наприклад, їзда на двох колесах та керування в польоті («близько 15 години ми [рецензенти] не могли відірватися від гри»). Дугласс Перрі, представник ресурсу IGN, відзначив подібність ігрового процесу Midnight Club II з попередником, однак у продовженні він описаний як «глибший, швидкий і з кращим дизайном трас». Рецензент сайту Game Revolution Ангела Коннор віднесла до плюсів велику кількість режимів та похвалила динамічні гоночні змагання. Джефф Герстман (GameSpot) серед переваг відзначив режим «Аркада», а редактор трас був названий їм «приємним доповненням». Оглядач GameSpy, Браян Вільямс, високо оцінив механіку перегонів та відмінну реграбельність. Критик сайту GameZone Луїс Бедіган написав, що Midnight Club II «відмінно підійде шанувальникам шалених швидкостей, а також тим, хто любить автомобілі, вуличні гонки та просто гарні ігри». Представник сайту Absolute Games під ніком Nomad зауважив, що «кар'єрний» режим елементарний («у програмі нашого перебування значаться виключно гонки»), проте позитивно оцінив різноманітність режимів. Журналіст Олексій Бутрін («Ігромания») у своєму огляді відніс до переваг «гіпердинамічні» та захоплюючі перегони, а також численні бонуси. Представник «Страна игр», Анатолій Норенко, також похвалив «приголомшливий ефект занурення» завдяки відчуттю швидкості. Велика кількість позитивних відгуків отримала мережева гра: критики хвалили різноманітність режимів (наприклад, наявність «Capture the Flag»), підтримку восьми гравців і функцію чату; проте відзначалися такі мінуси, як недопрацьований онлайн-інтерфейс та нестабільна робота серверів.
Неоднозначні думки залишили критики щодо складності проходження гри. Перрі у своєму огляді зауважив, що рівень складності перегонів варіюється від поміркованого до високого, внаслідок чого гравцеві іноді потрібно робити від п'яти до десяти спроб, щоб перемогти у заїзді. Герстман несхвально поставився до деяких аспектів, таких як «божевільна фізика», інтелект суперників (оглядач зазначив, що гонщики постійно перебувають «на хвості» у гравця) та відкриті траси, які гравцеві треба проїхати кілька разів, перш ніж він зможе запам'ятати найбільш вдалий маршрут. Вільямс відніс рівень складності до недоліків, який, на його думку, зіб'є зі шляху багатьох гравців, проте він був під враженням від того, наскільки добре управляються автомобілі та мотоцикли, написавши: «Звичайно, гра нереалістична, але я жодного разу не відчував, що контроль над моєю машиною винен у тому, що я не перемагав у гонці, - це просто зводилося до моїх навичок водіння, що розвиваються». Такі проблеми описував у своїй рецензії Nomad. На його думку, Midnight Club II створена для вузького кола поціновувачів, які люблять «шалені швидкості» та «запаморочені польоти»:
«„Хардкорна автоаркада для людей з гарною реакцією» - ось справжнє визначення жанру Midnight Club 2». Бутрін відзначив досить високу складність проходження заїздів, у яких труднощів доставляють орієнтування на місцевості, суперники і божевільні швидкості: «…найлегші заїзди виграються з другої-третьої спроби, складні — з двадцятої-тридцатої». Норенко писав, що суперники вміють дивувати непередбачуваністю, через що події щоразу розвиваються по-різному. Позитивно до складності Midnight Club II ставився Бедіган, який зазначив, що гравцям дається екстремальний, але не дешевий виклик: суперники знають усі маршрути, добре ухиляються від транспорту і практично не трапляються поліції, але також можуть і робити помилки, що робить їх схожими з реальними гравцями.

### Міста та графіка
Позитивні відгуки одержав дизайн міст Midnight Club II. Рід серед позитивних сторін гри відзначив наявність трьох міст, кожен із яких наповнений прихованими маршрутами. Герстман сподобалися «приємні, великі міста», а до переваг відкритого світу була віднесена можливість проїжджати контрольні точки в гонках декількома шляхами, що додає більше різноманітності їх проходження. Перрі похвалив більше, ніж у попереднику, кількість прихованих шляхів, трамплінів та секретів у містах. Коннор зауважила, що міста досить великі і дуже добре спроєктовані, а також мають велику кількість об'єктів взаємодії, наприклад стовпи, що збиваються, і скляні двері. Подібну думку залишив Бедіган, який охарактеризував міста в Midnight Club II як «величезні» і позитивно сприйняв можливість вільної поїздки їх вулицями. Вільямс назвав дизайн рівнів «одним із найкрасивіших», навівши в приклад сумлінне відтворення ключових визначних пам'яток міст, наприклад Міжнародного аеропорту Лос-Анджелеса і Лувра. Позитивний відгук про міста залишив критик Скотт Алан Марріотт на сайті AllGame: були відзначені їхні великі розміри, відомі пам'ятки та можливість вільно досліджувати вулиці, не відволікаючись на гоночні змагання. «Самі перегони проходять у найбільших мегаполісах світу - Лос-Анджелесі, Парижі, Токіо - кожен з яких має свою специфіку і вимагає індивідуального підходу до водіння», - написав Бутрін про міста гри. Nomad зазначив, що міста в Midnight Club II виглядають цілком схожими і похвалив їх велику площу, завдяки якій можна витратити годину-півтори на дослідження кожної території, «розглядаючи урбаністичні панорами та розшукуючи партизанські „шорткати“, знання яких допоможе під час заїздів». Норенко сподобався різний дизайн кожного з міст і відмінне опрацювання пам'яток.
Різносторінні оцінки здобула графічна складова гри. Перрі зазначив, що графіка стала кращою в порівнянні з Midnight Club: Street Racing, але вона не найкраща в іграх на PlayStation 2; До переваг оглядач відніс добрі частинки, більш деталізовані текстури і відображення. Герстман похвалив досить якісні та різноманітні текстури, непогані моделі автомобілів (проте йому хотілося б бачити в Midnight Club II ліцензовані транспортні засоби) та ефекти частинок, але до недоліків відніс слабо опрацьоване світло фар і відволікаючий ефект розмиття при використанні нітро. Норенко відзначив збільшену, проти попередника, деталізацію текстур, особливо у Парижі і Токіо, хоча й моделям авто бракує полігонів. Високо, якість графіки оцінив Бедіган: «Приголомшливі відображення, відмінні пошкодження автомобілів і чудове освітлення в реальному часі – це лише три з багатьох чудес, які ви побачите у цій грі». На думку більшості інших рецензентів, графіка в Midnight Club II не дуже вражає і є головним недоліком гри - серед негативних сторін були виявлені невиразні текстури, погана модель освітлення, сірі тони і так далі. Рід відзначив такі недоліки графіки, як «кутасті» машини та нестачу деталей на задніх фонах. Коннор, незважаючи на чудові міста, критикувала моделі транспортних засобів, які хоч і продемонстрували поліпшення в порівнянні з попередником, але, як і раніше, потребують доопрацювання. Nomad помітив такі негативні сторони графіки, як «бляклі текстури будинків-коробок» та «погана» модель освітлення. «Після барвистого Need for Speed: Hot Pursuit 2 пейзажі Midnight Club II навіюють смертну тугу», - так висловився про графічну складову Бутрін. Незважаючи на негативні відгуки про графіку, оглядачі одноголосно були задоволені стабільною частотою кадрів навіть за великої кількості машин і дій на екрані.

### Звук та музика
Думки про звукове оформлення гри розділилися. Перрі сподобалися звукові ефекти, названі їм «прекрасними», а в озвучуванні були відзначені крики пішоходів і насмішки комп'ютерних суперників, які при цьому, ніколи не заходять занадто далеко. Подібну думку залишив Герстман, який відніс до переваг звуки двигуна, шин на різних поверхнях і закису азоту; оглядаючи озвучування, представнику сподобалися голоси акторів та акцент персонажів, проте розчарування викликали діалоги з їхнім «стереотипним» сленгом. Вільямс охарактеризував звукові ефекти в аркаді як «гідні», а також похвалив підтримку Dolby Pro Logic II, яка додає трохи якості до звукової презентації. Марріотт дав звуковому супроводу хорошу оцінку, яке єдиним недоліком назвав «прикре» озвучування персонажів, які ображають гравця протягом всієї гонки. Таку думку про озвучення залишив Nomad, який зазначив, що перед кожною гонкою гравець вислуховує «порцію дешевих образ». Рід, оглядаючи портовану версію гри для Xbox, відніс до переваг підтримку гарнітур в мережевому режимі, завдяки чому гравці можуть спілкуватися один з одним у реальному часі — до, під час і після гонок, проте функцію маскування голосу він назвав «дратівливою» («на щастя, дуже мало тих, хто коли-небудь використовували»). Рецензент сайту XboxAddict.com під ніком Flood назвав звукові ефекти гри гідними, проте йому не сподобався жахливий та непотрібний звук клаксону. Бутрін зауважив, що з аудіо-складової справи йдуть помітно краще, ніж з графікою: «Звуки, правда, не приголомшують уяву, але в цілому виконано дуже непогано: вереск покришок, що труться, скрегіт кузовів по асфальту, дзвін вітрин і ліхтарів що б'ються, стукіт по бруківці - все це озвучено на тверду п'ятірку». Суперечливий відгук про озвучування залишив Норенко: «Безладна низка невиразних історій, розказана в довільному порядку яскравими персонажами».
Здебільшого негативні відгуки отримав музичний супровід Midnight Club II. Перрі вважав музику нудною і розчаровуючою в порівнянні з такою в іншій грі компанії Rockstar Games — Grand Theft Auto: Vice City, що, однак, частково компенсується можливістю змінювати треки під час гри. Подібним чином саундтрек розкритикував Герстман: він заявив, що музика трохи розчаровує, оскільки вона більше підходить під стиль міст, ніж до швидкого геймплею гри. Вільямс так само розчарувався в музиці, «оскільки це були прості техно і хіп-хоп, які [гравці] чули не менше мільйона разів». Рід був здивований тим, чому Rockstar не скористалися жорстким диском Xbox і не включили можливість додавання користувацьких саундтреків, «оскільки вибір мелодій, які ми можемо зараз чути, стає дуже дратівливим час від часу». На думку Бутріна, музика виконана «на любителя» і сподобається лише гарячим шанувальникам електронного сіті-репу та попс-хіп-хопу. Проте не всі критики негативно відгукнулися про музику. Так, позитивну думку про музичний супровід залишив Марріотт, який зазначив, що хоч жодна з пісень у грі не є відомою, всього є понад 30 музичних треків у стилях хаус та транс. Flood сказав, що представлені треки в стилях техно та хіп-хоп дійсно підходять для гри, але при цьому помітив, що не всім людям вони сподобаються, внаслідок чого Midnight Club II не вистачає підтримки користувальницької музики. Стів Баттс (IGN), який оглядав портовану версію для Windows, теж висловив загалом прихильне ставлення до музичного супроводу: він написав, що, хоч «я не такий вже й великий шанувальник [саундтреку гри], музика встановлює тут ідеальний тон». Норенко також зауважив, що хоч саундтреку Midnight Club II після Vice City може бракувати жанрової різноманітності, проте «бадьорі композиції якнайкраще вписуються в атмосферу гри»

## Популярність та вплив
Midnight Club II стала другою частиною серії ігор Midnight Club. Гра стала комерційно успішним проєктом на всіх платформах: у червні 2003 року Midnight Club II зайняла 5-й рядок чарту відеоігрових продажів, у тому числі 3-й рядок серед ігор для Xbox, а станом на грудень 2007 року було продано 1,18 мільйона екземплярів гри. Midnight Club II отримала нагороду «Вибір редакції» від таких видань, як GameSpy, IGN та TeamXbox, і була номінантом на здобуття премії Spike TV Awards у категоріях «Найкраща гоночна гра» та «Найкраща онлайнова гра». Midnight Club II також була номінантом на здобуття премії «Найкращий симулятор/спорт» від редакції журналу «Ігроманія». 19 жовтня 2009 року редакція журналу Complex помістила Midnight Club II на 79-е місце у списку «100 найкращих відеоігор 2000-х». Видавництвом BradyGames випускалися книги, де містилося керівництво та додаткова інформація щодо гри. Багато можливостей, що з'явилися у Midnight Club II, такі як мотоцикли, спеціальні здібності транспортних засобів та онлайнова гра, використовувалися розробниками у наступних частинах франшизи. Деякі ключові особливості Midnight Club II, наприклад, використання в гонках як автомобілів, так і мотоциклів, згодом були реалізовані в іграх інших компаній, таких як Test Drive Unlimited, Burnout Paradise та інших.
У Midnight Club II вперше в серії були представлені міста Лос-Анджелес та Токіо. Перший згодом з'явився як єдине місто гри Midnight Club: Los Angeles для консолей Xbox 360 і PlayStation 3, де він, тим не менш, став набагато більш опрацьованим і масштабним, і в Midnight Club: L.A. Remix для портативної системи PlayStation Portable, де Лос-Анджелес був безпосередньо конвертований з Midnight Club II і схильний до невеликих поліпшень. Токіо з'явився в Midnight Club 3: DUB Edition Remix для Xbox і PlayStation 2 і в Midnight Club: L.A. Remix, у яких також був трохи доопрацьований. Крім того, Лос-Анджелес та засновані на ньому міста неодноразово використовувалися в інших іграх компанії Rockstar Games, наприклад, у серії Grand Theft Auto та L.A. Noire.
Завдяки прихильному прийому і хорошим продажам гри, в 2005 році вийшло продовження під назвою Midnight Club 3: DUB Edition, в якому надані три міста - Сан-Дієго, Атланта і Детройт, вперше в серії заробляються під час заїздів гроші, ліцензовані реальними виробниками транспортні засоби, а також можливості їх тюнінгу та стайлінгу. Під час створення розробники консультувалися з автомобільним журналом DUB Magazine щодо стилю гри. Midnight Club 3: DUB Edition була переважно позитивно зустрінута критиками, що відзначили різні поліпшення порівняно з попередніми частинами серії.